# اسکات تیلور (سیاستمدار)
اسکات ویلیام تیلور (زاده ۲۷ ژوئن ۱۹۷۹) یک سیاستمدار آمریکایی و نیروی دریایی سابق است که از سال ۲۰۱۷ تا ۲۰۱۹ به عنوان نماینده ایالات متحده برای منطقه دوم کنگره ویرجینیا خدمت کرد. او که یک جمهوری‌خواه است. در ۶ نوامبر ۲۰۱۸، تیلور برای انتخاب مجدد توسط الین لوریا کهنه‌کار نیروی دریایی ایالات متحده و دموکرات شکست خورد. در ۸ ژوئیه ۲۰۱۹، او قصد خود را برای نامزدی برای مجلس سنای ایالات متحده در سال ۲۰۲۰ اعلام کرد. با این حال، در دسامبر ۲۰۱۹ تصمیم گرفت دوباره برای کرسی قدیمی خود در مجلس نمایندگان ایالات متحده نامزد شود. او در انتخابات سراسری نوامبر مجدد مغلوب لوریا شد.
اسکات ویلیام تیلور در بالتیمور به دنیا آمد و در هبرون، مریلند بزرگ شد.
در ۲۷ فوریه ۲۰۱۷، تیلور حامی اصلی لایحه پایان دادن به قانون فدرال ممنوعیت ماری جوانا در سال ۲۰۱۷ بود.